# Obermodern-Zutzendorf
Obermodern-Zutzendorf is een gemeente in het Franse departement Bas-Rhin (regio Grand Est). De gemeente maakt deel uit van het arrondissement Saverne. Obermodern-Zutzendorf telde op 1 januari 2022 1.767 inwoners.

## Geschiedenis
In het midden van de 16de eeuw werd de Reformatie hier ingevoerd.
Op het eind van het ancien régime werd Obermodern een gemeente in het departement Bas-Rhin. In 1871 werd Obermodern met de rest van het departement bij de Vrede van Frankfurt geannexeerd door Duitsland. De gemeente behoord toen tot de Kreis Zabern (Saverne). Na het Verdrag van Versailles werd het gebied weer Frans.
In 1974 werd buurgemeente Zutzendorf aangehecht in een fusion association. De gemeentenaam werd daarbij gewijzigd in Modern. In 1983 werd de gemeentenaam Obermodern-Zutzendorf.

## Geografie
De oppervlakte van Obermodern-Zutzendorf bedroeg op 1 januari 2022 14,46 vierkante kilometer; de bevolkingsdichtheid was toen 122,2 inwoners per km². Obermodern ligt aan de Moder. De gemeente bestaat uit het dorp Obermodern en het dorp Zutzendorf, een kilometer ten noorden van Obermodern.

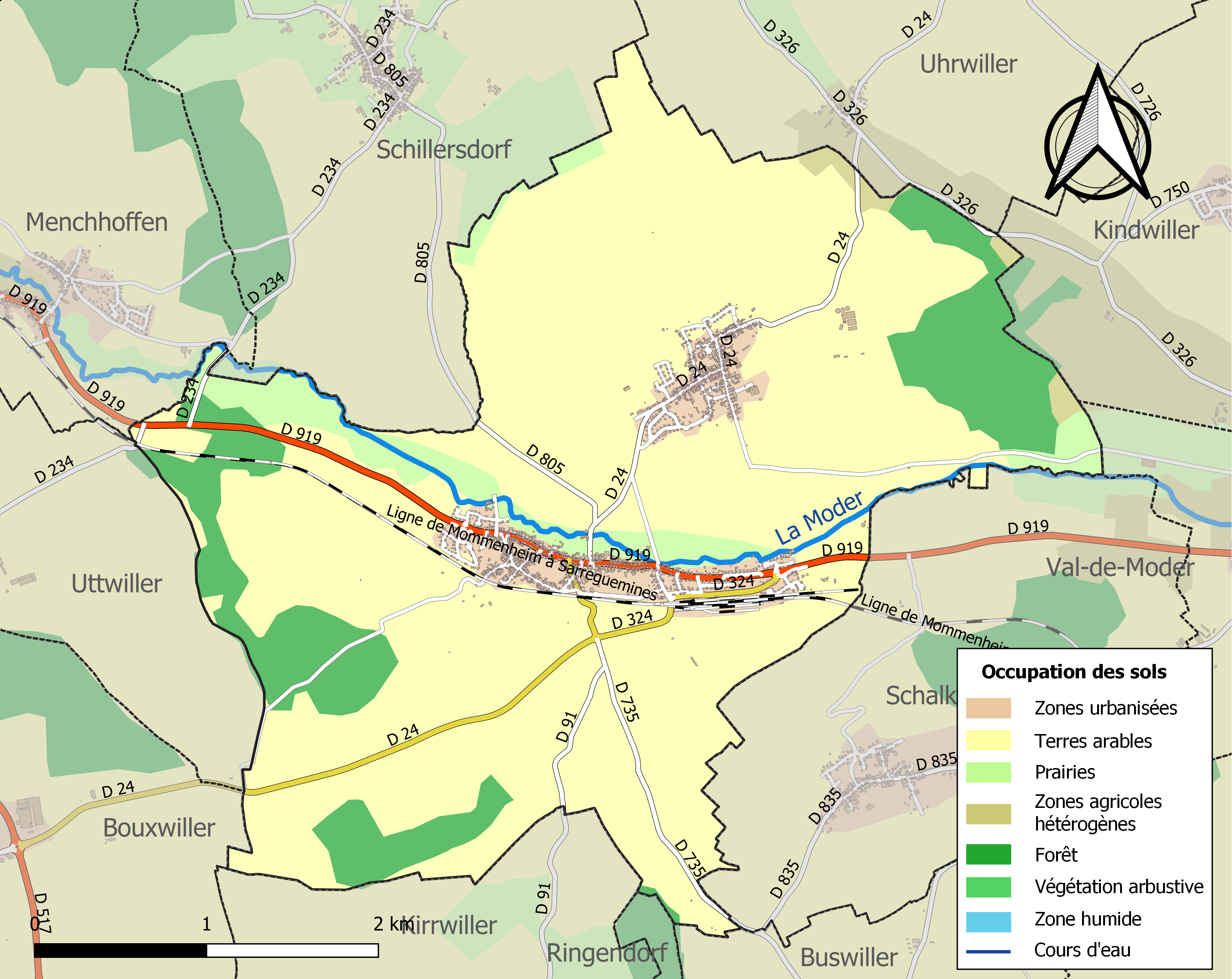
Kaart van de gemeente met de belangrijkste infrastructuur, bodemgebruik en omliggende gemeenten

## Bezienswaardigheden
- De protestantse kerk van Obermodern. Het gotisch deel van de koortoren, met muurschilderingen, werd in 1995 ingeschreven als monument historique.

## Demografie
Onderstaande figuur toont het verloop van het inwonertal (bron: INSEE-tellingen).

## Verkeer en vervoer
In de gemeente staat het spoorwegstation Obermodern.